# Anastasija Simanovič
Anastasija Dmitrievna Simanovič (in russo Анастасия Дмитриевна Симанович?; Kiriši, 23 gennaio 1995) è una pallanuotista russa vincitrice di una medaglia di bronzo alle Olimpiadi di Rio de Janeiro 2016.

## Palmarès
- Giochi olimpici

Rio de Janeiro 2016: bronzo.
- Mondiali

Budapest 2017: bronzo.
- World League

Shanghai 2017: bronzo.
Kunshan 2018: bronzo.
Budapest 2019: bronzo.
- Europa Cup

Pontevedra 2018: argento.
Torino 2019: argento.
- Universiadi

Gwangju 2015: bronzo.